# 12 bits
En arquitectura de computadoras, 12 bits es un adjetivo usado para describir enteros, direcciones de memoria u otras unidades de datos que comprenden hasta 12 bits (1.5 octetos) de ancho, o para referirse a una arquitectura de CPU y ALU basadas en registros, bus de direcciones o bus de datos de ese ancho.
Posiblemente la CPU de 12-bits más conocida sea la del PDP-8 y sus compatibles (como el microprocesador Intersil 6100), producido en varias versiones desde agosto de 1963 a mediados de los 1990. Muchos Conversores de Analógico a Digital (DAC) tiene una resolución de 12-bits. Algunos microcontroladores PIC utilizan 12-bits como medida de palabra.
12 dígitos binarios, o 3 cuarteros (un 'tribble'), producen 4096 (10000 octal, 1000 hexadecimal) combinaciones distintas. De ahí que un microprocesador con 12-bits en las direcciones de memoria pueda acceder directamente a 4096 palabras (4 K palabras) de memoria direccionable.  A su vez cuándo los códigos de caracteres de 6 bits eran comunes, una palabra de 12 bits podía contener dos caracteres, lo que era una medida conveniente.

## Lista de sistemas de 12 bits
- DEC
  - PDP-5
  - PDP-8
  - DECmate, un ordenador personal basado en el Intersil 6100
  - PDP-12
  - PDP-14
- Intersil
  - Microprocesador IM6100  (PDP-8-compatible)
- CDC
  - CDC 6600 - Procesador Periférico (PP)
  - Serie CDC 160
- NCR
  - NCR 315
- Scientific Data System 
  - SDS 92
- Ford Motor Compay 
  - EEC I unidad de control del motor de automóvil
- Artronix Incorporated
  - Miniordenador PC12
- Ferranti 
  - Ferranti Argus
- MIT
  - LINC, más tarde comercializado por Spear y por DEC como el LINC-8